# Mekongiella
Mekongiella is een geslacht van rechtvleugeligen uit de familie Pyrgomorphidae. De wetenschappelijke naam van dit geslacht is voor het eerst geldig gepubliceerd in 1966 door Kevan.

## Soorten
Het geslacht Mekongiella omvat de volgende soorten:
- Mekongiella kingdoni Uvarov, 1937
- Mekongiella pleurodilata Yin, 1984
- Mekongiella rufitibia Yin, 1984
- Mekongiella wardi Uvarov, 1937
- Mekongiella xizangensis Yin, 1984